# Nuevo Porvenir, Sitalá
Nuevo Porvenir är en ort i Mexiko.   Den ligger i kommunen Sitalá och delstaten Chiapas, i den sydöstra delen av landet, 800 km öster om huvudstaden Mexico City. Nuevo Porvenir ligger 604 meter över havet och antalet invånare är 112.
Terrängen runt Nuevo Porvenir är kuperad åt nordost, men åt sydväst är den bergig. Nuevo Porvenir ligger nere i en dal. Runt Nuevo Porvenir är det ganska tätbefolkat, med 62 invånare per kvadratkilometer. Närmaste större samhälle är Yajalón, 19,4 km norr om Nuevo Porvenir. I omgivningarna runt Nuevo Porvenir växer i huvudsak städsegrön lövskog.